# 卡帕西亞烏帕齊拉
卡帕西亞是孟加拉國的一個烏帕齊拉，位於達卡專區的加濟布爾縣。

## 人口
據1991年孟加拉國人口普查，卡帕西亞烏帕齊拉共有人口303710人，其中男性佔比50.83%，女性49.17%；成年人口154204人。